# Ekholmens naturreservat, Botkyrka kommun
 För andra reservat med samma namn, se Ekholmen (förgreningssida).
Ekholmens naturreservat är ett naturreservat och ett Natura 2000-område som ligger på en halvö i sjön Aspen i Botkyrka socken i Botkyrka kommun. Reservatet bildades år 1999 och har en totalarea på 18 hektar. Markägare och förvaltare är Botkyrka kommun, ursprungligen hörde Ekholmen till Näsby gård.

## Beskrivning
Ungefär 1,5 kilometer sydost om Botkyrka kyrka och inte långt från Hågelby gård och Skrävsta gård finns halvön vid Aspens norra strand med Ekholmens naturreservat. Den besökande får gå på en av kommunen anlagd spång genom en lövsumpskog med klibbal och glasbjörk. På spången finns med jämna mellanrum sittplatser.
Reservatets ädellövskog ger en uppfattning om bronsålderns varma klimat. Här växer ett 60-tal grova, gamla ekar, varav hälften är flera hundra år gamla. Den yttre delen av reservatet har tidigare varit slåtter- och betesmark. I och med reservatsbildningen går åter tamdjur och betar på området, som därför är inhägnat, men tillgängligt för allmänheten.
Det vilda djurlivet är rikt med ett 40-tal häckande fågelarter och flera fladdermusarter. I reservatet finns flera rödlistade arter, främst inom insektsfaunan men även bland fåglar och fladdermöss.  Ändamålet med reservatet är att bevara ett naturområde med grova ekar och sumpskog och dess skyddsvärda växt- och djurliv.
I området finns en rik moss- och vedsvampflora; här återfinns bland annat blekticka, korallticka och oxtungsvamp samt flera sällsynta knappnålslavar. I sumpskogen återfinns haldanenmossa, som har sin enda kända växtplats i Stockholms län här.

## Bilder

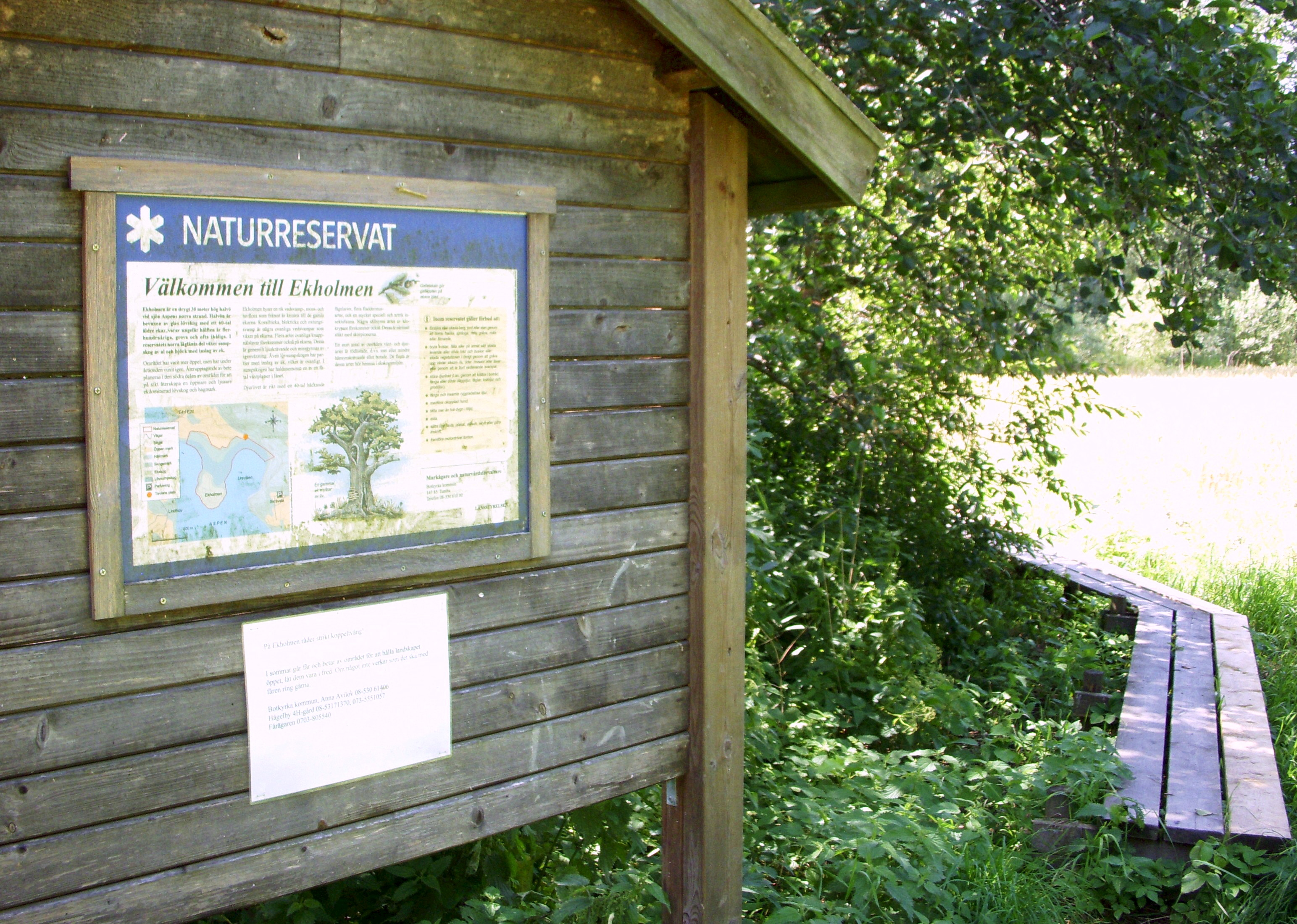
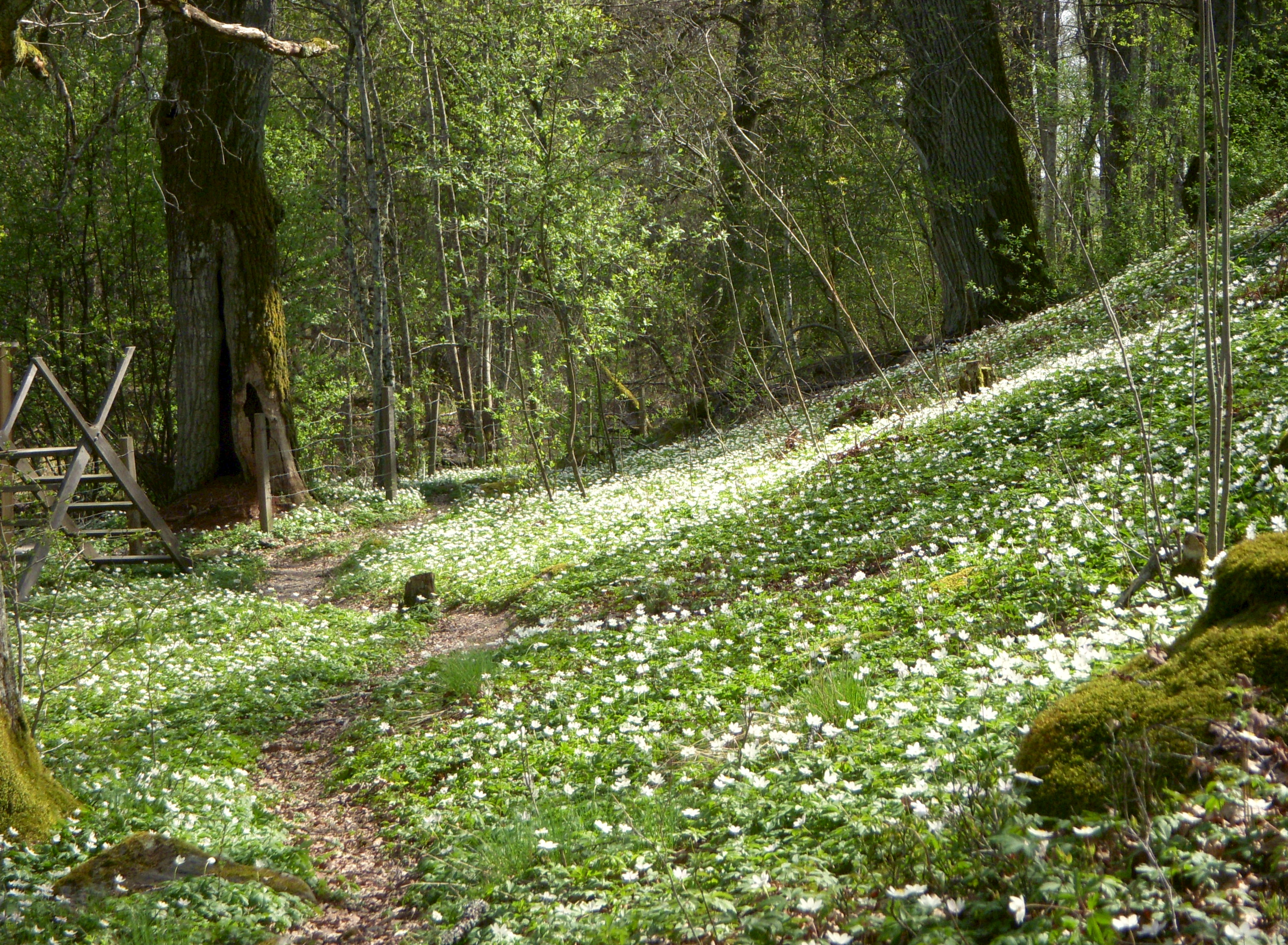
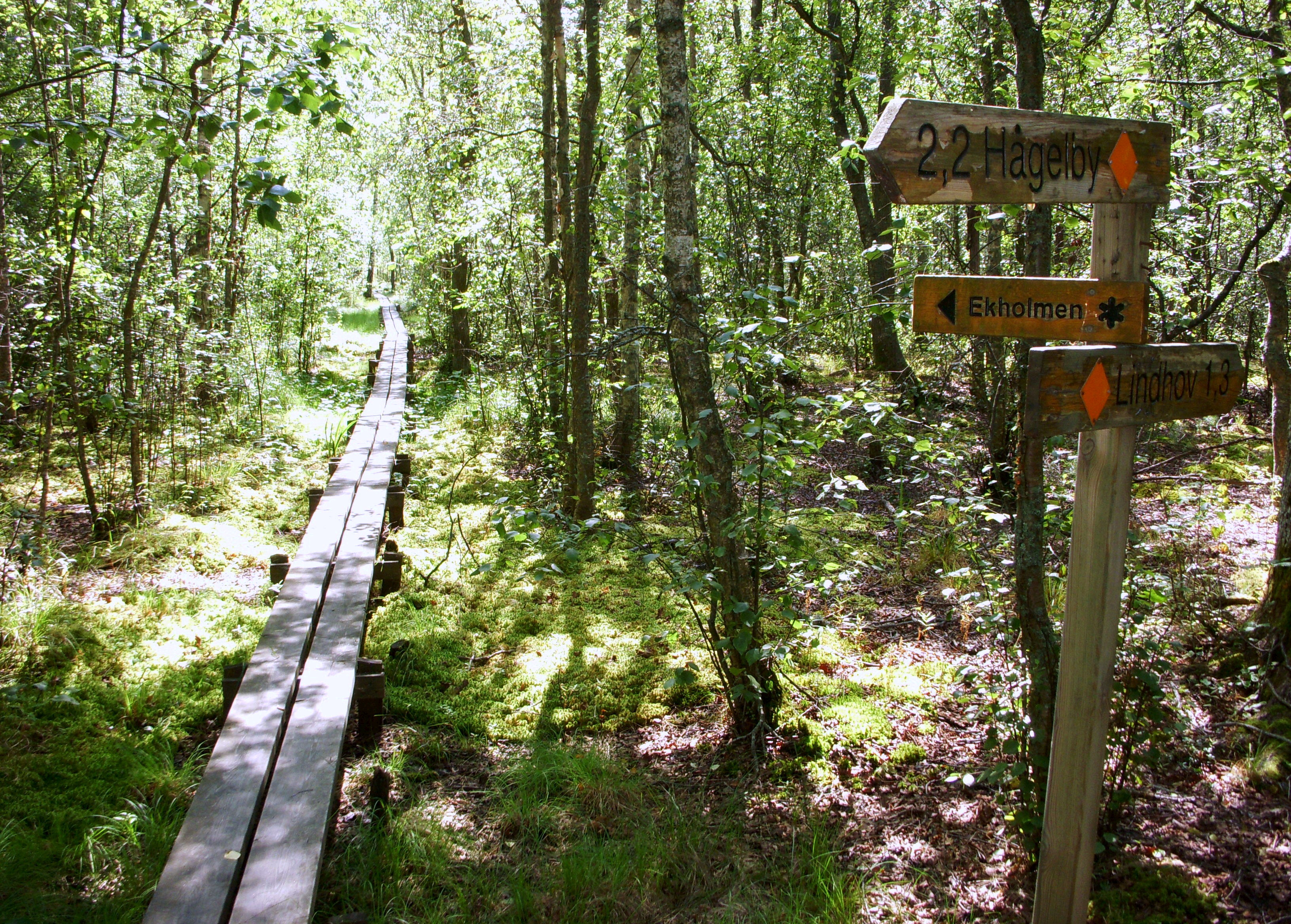

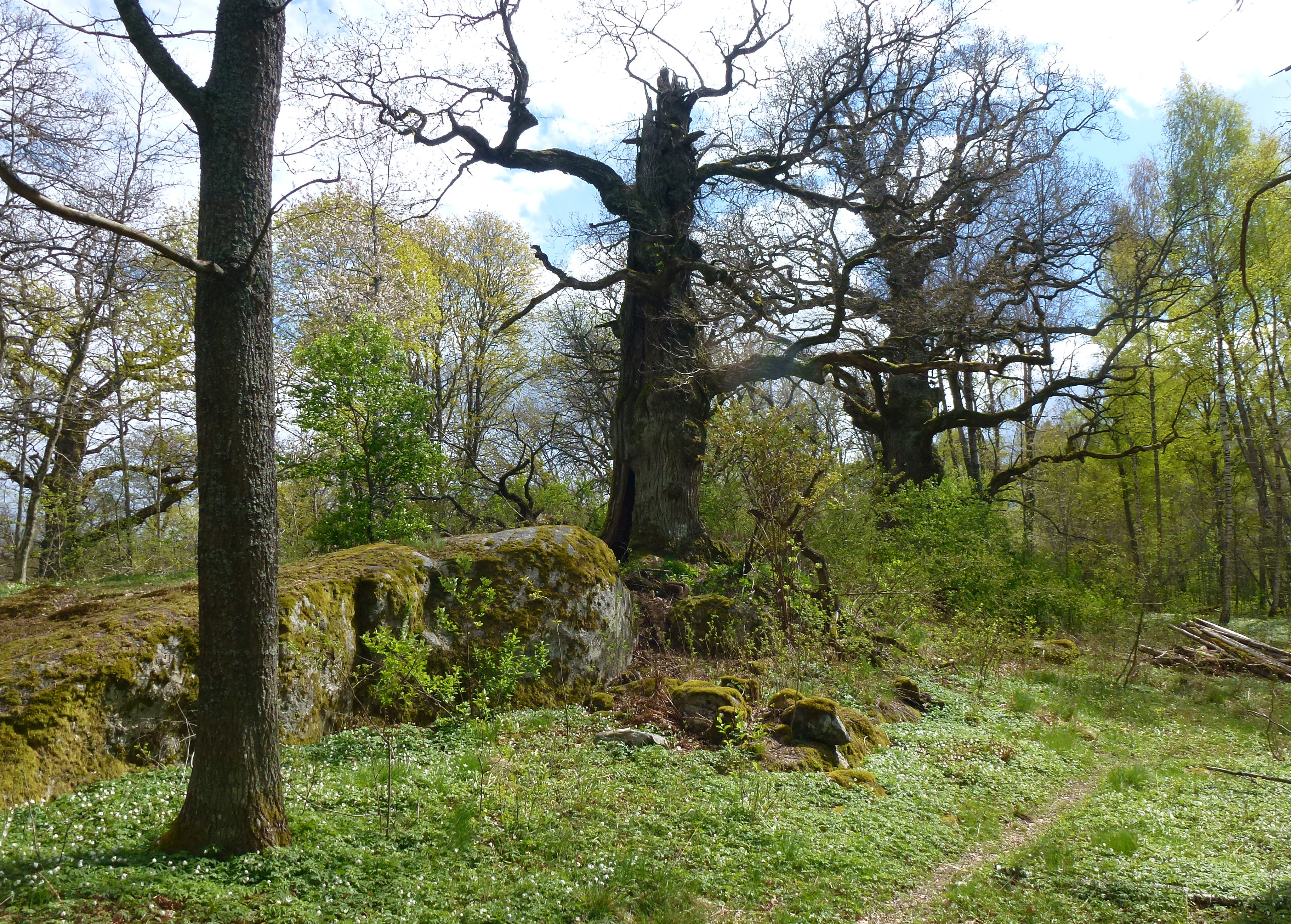
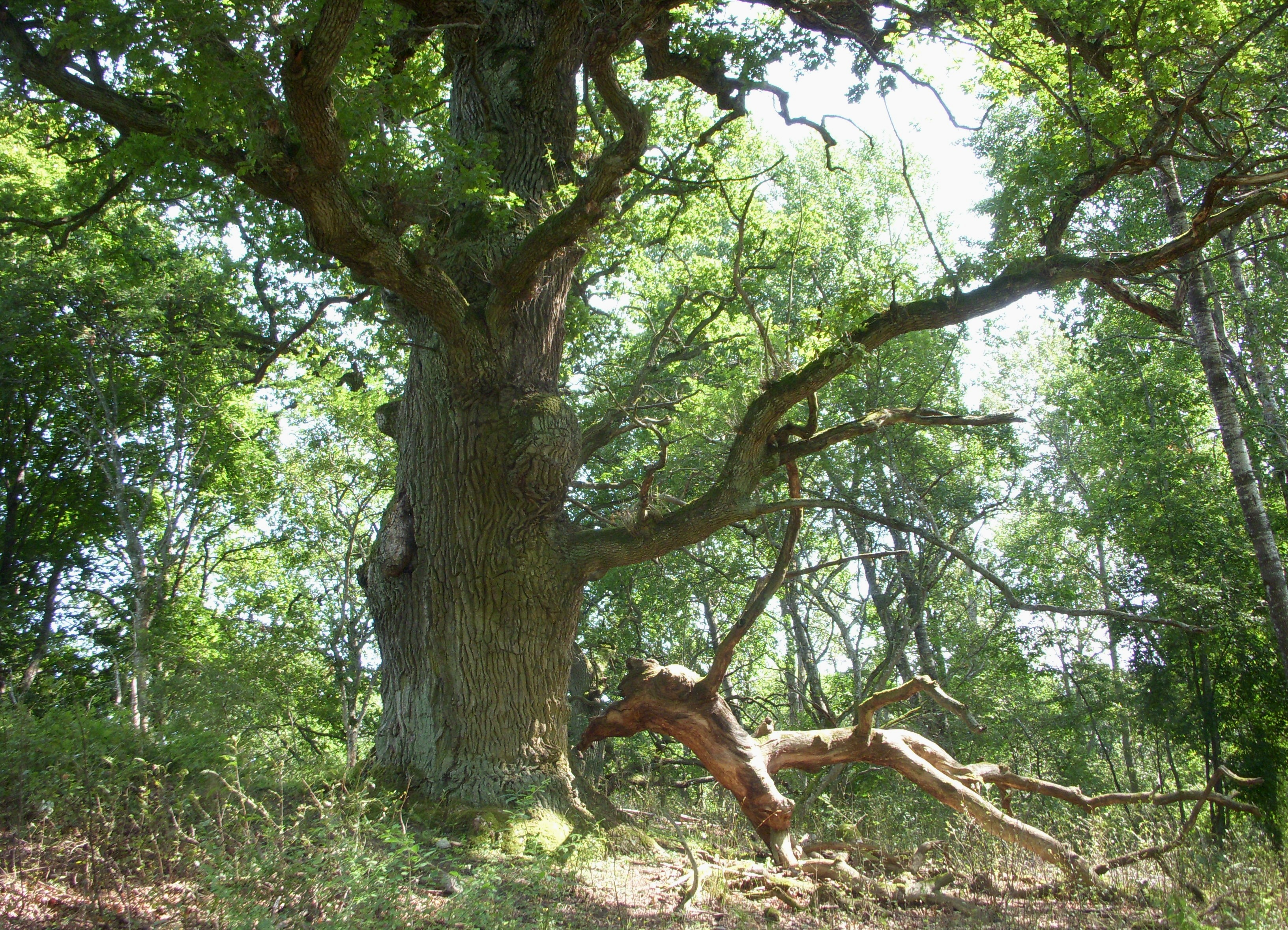
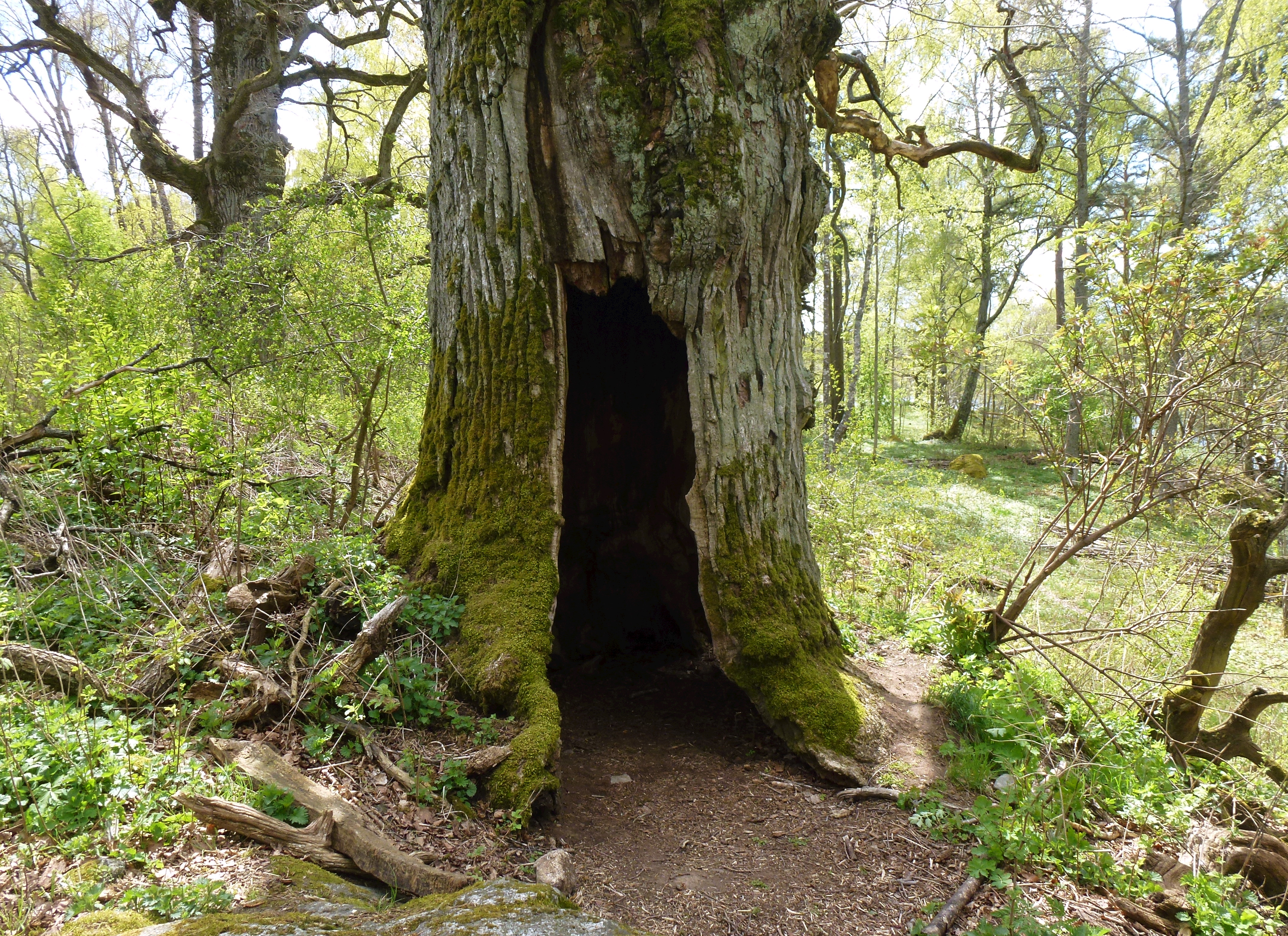